# Phytodietus femoralis
Phytodietus femoralis är en stekelart som beskrevs av Holmgren 1860. Phytodietus femoralis ingår i släktet Phytodietus och familjen brokparasitsteklar. Arten är reproducerande i Sverige. Inga underarter finns listade i Catalogue of Life.